# Лунский залив
Лунский, или Луньский, — залив на восточном побережье Сахалина и памятник природы регионального значения Сахалинской области, образованный постановлением губернатора Сахалинской области. Расположен на территории Ногликского городского округа, к югу от Набильского залива, в непосредственной близости от района освоения нефтяных месторождений на шельфе Сахалина. Площадь акватории 225,82 км².

## Географическая характеристика
Залив расположен в муссонной области умеренного климатического пояса по классификации Алисова. Суммарное количество солнечной радиации 3750-4600 МДж/м²г, сумма температур выше 10 °C изменяется в границах 1000
— 2000 °C, разница между осадками и испарением достигает 200 мм. Среднегодовая температура воздуха равна минус 1,3-1,8 °C, продолжительность холодного периода от 180 до 200 суток в год.
В залив впадают ручей Глубокий, реки Ясынге, Кавле, Кырлни, Тэнги. В акватории расположен остров Высокий.

## Этимология
Название предположительно произошло от нивхского слова лунъюдь — 'шуметь, гудеть' или от названия прибрежного селения Лунь-во — 'селение, где шумит ветер'.

## Заповедник
В 1997 году указом губернатора Сахалина на территории залива и прилегающих землях создана особо охраняемая природная территория «Лунский залив».
Памятник природы включает в себя акваторию Лунского залива и прилегающее побережье, разнообразное по ландшафтам. Здесь встречаются участки елово-пихтовых, лиственничных лесов, тундроподобные ландшафты, долины небольших рек и ручьев с озёрами и старицами. Приустьевые участки рек представляют собой сырые луговины. Залив отделен от моря песчаной косой.
В качестве объектов охраны выступают места гнездования охраняемых видов птиц — белоплечего орлана, орлана-белохвоста, дикуши, скопы, камчатской (алеутской) крачки, длинноклювого пыжика, филина; места обитания мигрирующих видов птиц и места обитания сахалинского тайменя.
Географические координаты крайних точек:
- северная — 51°23′43″ с. ш. 143°23′56″ в. д.HGЯO
- южная — 51°08′42″ с. ш. 143°32′26″ в. д.HGЯO
- западная — 51°11′23″ с. ш. 143°20′57″ в. д.HGЯO
- восточная — 51°09′13″ с. ш. 143°33′00″ в. д.HGЯO[5].

## Хозяйственное освоение
В 1984 году на шельфе Сахалина вблизи залива открыто Лунское газовое месторождение.
Биологическое загрязнение залива отсутствует.